# 蓋塔諾·達戈斯蒂諾
蓋塔諾·達戈斯蒂諾（Gaetano D'Agostino，1982年6月3日—）是一位意大利足球運動員。在場上擔當中場位置，現效力意甲球隊佛罗伦萨。
達戈斯蒂諾出身於羅馬隊的青訓系統。在2001年，達戈斯蒂諾前往巴里，羅馬和巴里共同具有他的所有權，以交換卡薩諾。2004年，達戈斯蒂諾轉會往梅西納。2006年夏季時轉會往烏迪內斯，并成為烏迪內斯的中場重要球員之一。2010年夏天佛罗伦萨宣布以共有的形式签下达戈斯蒂诺，为此俱乐部大约支付了450-500万欧元。
達戈斯蒂諾曾是意大利U21代表隊的隊員之一，共出場17次，打入4球。於2008年11月，達戈斯蒂諾首次進入意大利國家隊大名單，不過并沒有出場。2009年6月6日，在意大利對北愛爾蘭的一場比賽中，達戈斯蒂諾首次代表國家隊上場。